# Bisbat de Zamora (Mèxic)
El bisbat de Zamora (castellà: Diócesis de Zamora, llatí: Dioecesis Zamorensis in Mexico) és una seu de l'Església Catòlica a Mèxic, sufragània de l'arquebisbat de Morelia, i que pertany a la regió eclesiàstica Don Vasco. L'any 2014 tenia 1.516.000 batejats sobre una població d'1.685.000 habitants. Actualment està regida pel bisbe Javier Navarro Rodríguez.

## Territori
La diòcesi comprèn la part nord-occidental de l'estat mexicà de Michoacán.
La seu episcopal és la ciutat de Zamora, on es troba la catedral d'Immaculada Concepció de Maria Verge.
El territori s'estén sobre 12.000  km², i està dividit en 140 parròquies.

## Història
La diòcesi va ser erigida 26 de gener de 1863, mitjançant la butlla Mexicanorum fidelium del Papa Benet XVI, prenent el territori del bisbat de Michoacán (avui arquebisbat de Morelia.
El 26 de juliol de 1913 cedí una porció del seu territori a benefici de l'erecció del bisbat de Tacámbaro.

## Cronologia episcopal
- José Antonio de la Peña y Navarro † (19 de març de 1863 - 13 de juliol de 1877 mort)
- José María Cázares y Martínez † (15 de juliol de 1878 - 29 d'abril de 1908 jubilat)
- José de Jesús Fernández y Barragán † (24 d'octubre de 1908 successió - 1909 renuncià)
- José Othón Núñez y Zárate † (22 de març de 1909 - 17 de març de 1922 nomenat arquebisbe coadjutor d'Antequera)
- Manuel Fulcheri y Pietrasanta † (21 d'abril de 1922 - 30 de juny de 1946 mort)
- José Gabriel Anaya y Diez de Bonilla † (10 de març de 1947 - 15 de setembre de 1967 renuncià)
- José Salazar López † (15 de setembre de 1967 - 21 de febrer de 1970 nomenat arquebisbe de Guadalajara)
- Adolfo Hernández Hurtado † (6 de setembre de 1970 - 12 de desembre de 1974 renuncià)
- José Esaul Robles Jiménez † (12 de desembre de 1974 - 18 d'octubre de 1993 mort)
- Carlos Suárez Cázares (18 d'agost de 1994 - 13 de desembre de 2006 renuncià)
- Javier Navarro Rodríguez, des del 3 de maig de 2007

## Estadístiques
A finals del 2014, la diòcesi tenia 1.516.000 batejats sobre una població d'1.685.000 persones, equivalent al 90,0% del total.
| any  | població  | població  | població | sacerdots | sacerdots       | sacerdots       | sacerdots             | diaques | religiosos | religiosos | parròquies |
| ---- | --------- | --------- | -------- | --------- | --------------- | --------------- | --------------------- | ------- | ---------- | ---------- | ---------- |
| any  | batejats  | total     | %        | total     | clergat secular | clergat regular | batejats por sacerdot | diaques | homes      | dones      |            |
| 1950 | 419.803   | 420.589   | 99,8     | 164       | 160             | 4               | 2.559                 |         | 24         | 324        | 247        |
| 1965 | 450.000   | 500.000   | 90,0     | 256       | 232             | 24              | 1.757                 |         | 66         | 700        | 68         |
| 1968 | 570.000   | 579.624   | 98,3     | 256       | 238             | 18              | 2.226                 |         | 79         | 862        | 73         |
| 1976 | 200.315   | 200.515   | 99,9     | 329       | 263             | 66              | 608                   |         | 110        | 699        | 272        |
| 1980 | 1.215.000 | 1.250.000 | 97,2     | 238       | 220             | 18              | 5.105                 |         | 40         | 759        | 85         |
| 1990 | 1.979.981 | 1.990.871 | 99,5     | 235       | 216             | 19              | 8.425                 |         | 51         | 866        | 118        |
| 1999 | 1.618.846 | 1.980.000 | 81,8     | 290       | 265             | 25              | 5.582                 |         | 82         | 844        | 121        |
| 2000 | 1.618.846 | 1.980.000 | 81,8     | 294       | 269             | 25              | 5.506                 |         | 82         | 844        | 121        |
| 2001 | 1.618.846 | 1.980.000 | 81,8     | 298       | 273             | 25              | 5.432                 |         | 82         | 844        | 121        |
| 2010 | 1.465.000 | 1.629.000 | 89,9     | 350       | 316             | 34              | 4.185                 |         | 89         | 760        | 140        |
| 2014 | 1.516.000 | 1.685.000 | 90,0     | 320       | 287             | 33              | 4.737                 |         | 85         | 755        | 140        |